# M. la Mine
M. la Mine, né Mathieu Minet le 26 août 1985 à Tournai, est un dessinateur de presse, auteur de bande dessinée et enseignant belge.

## Biographie
Mathieu Minet naît le 26 août 1985 à Tournai,. C'est de La Glanerie qu'il tire ses origines rumoises. Il est élève au collège Notre-Dame de Tournai. Il défend sa thèse de doctorat en Langues et lettres à l'UCLouvain en 2014. C'est sous le nom de plume M. la Mine qu'il se lance dans la bande dessinée, le strip d’humour et les cartoons sur son blog et les réseaux sociaux. Depuis 2016, il professionnalise petit à petit son activité de dessinateur qu'il mène parallèlement à ses activités d'enseignement à l'Université de Namur et de recherche au Centre d'analyse culturelle de la première modernité (GEMCA) de l'UCL. Il réalise ainsi une série d’affiches et de couvertures de livres. M. la Mine collabore avec quelques journaux et magazines dont Causette, Imagine Demain le monde, La DH Les Sports+ et L'Avenir. Il contribue également à différents colloques en tant qu'animateur et facilitateur graphique.
Son travail est largement influencé par sa formation littéraire et son intérêt pour l'histoire, la linguistique, la philosophie et l'histoire de l'art. Il développe ces thèmes dans ses différents ouvrages, marqués par un humour « référencé » et un goût prononcé pour l'absurde.
Il intègre la collection « Pataquès » des éditions Delcourt avec le one shot Encyclopédie non exhaustive des savoirs approximatifs en 2018. C'est un recueil de planches thématiques revendiquant le détournement obligatoire.
En 2020, il dessine Et cetera, et cetera. La langue française se raconte de Julien Soulié, publié dans la collection « La vie en Bulles » aux éditions First. La journaliste Alice Develey écrit dans Le Figaro : « La langue française se raconte dans une bande dessinée, que l’on peut décrire sans mentir, de géniale. Et cetera, et cetera, [...], est un livre qui propose une balade ludique et pédagogique à travers les arcanes linguistiques de la France. ». Pour François Degrande dans la chronique littéraire de Matélé : « La maîtrise graphique de M. la Mine se marie remarquablement, dans cet ouvrage, avec la concision de Soulié. ». Il livre la satire Comment devenir un auteur à succès (ou, à défaut, un critique acerbe), son deuxième opus de la collection « Pataquès » en 2021.
Il dessine le troisième tome de Philocomix intitulé : Métro, boulot, cogito sur un scénario de Jean-Philippe Thivet et Jérôme Vermer, publié aux éditions parisiennes Rue de Sèvres en 2022.

### Vie privée
Il réside à Wépion.

## Œuvre

### One shots
- Encyclopédie non exhaustive des savoirs approximatifs[7],[6],[12], Delcourt, coll. « Pataquès », Paris, 19 juin 2019
Scénario, dessin et couleurs : M. la Mine -  (ISBN 978-2-413-01328-0) — Format manga.
- Et cetera, et cetera : la langue française se raconte[13], First, coll. « La vie en bulles », Paris, 17 septembre 2020
Scénario : Julien Soulié - Dessin et couleurs : M. la Mine -  (ISBN 978-2-412-05474-1)
- Comment devenir un auteur à succès (ou, à défaut, un critique acerbe)[14],[10],[15],[16], Delcourt, coll. « Pataquès », Paris, 14 avril 2021
Scénario et dessin : M. la Mine - Couleurs : bichromie -  (ISBN 978-2-413-02828-4)

### Albums de bande dessinée

#### Philocomix
- 3. Métro, boulot, cogito[17],[18], Rue de Sèvres, Paris, 21 septembre 2022
Scénario : Jean-Philippe Thivet, Jérôme Vermer - Dessin et couleurs : M. la Mine -  (ISBN 978-2-8102-0131-0)

### Collectifs
- Coron'haiku : un jour, un haïku, un pangolin, Bandes détournées, Gimel-les-Cascades, 23 octobre 2020
Scénario : collectif - Dessin : collectif dont M. la Mine - Couleurs : quadrichromie -  (ISBN 9782956690672)

### Illustration
- Estelle Debouy (ill. Mathieu "la mine"), Abécédaire humoristique d'après les poètes latins : bons mots et traits d'esprit sur leur temps et bien souvent sur le nôtre, Bruxelles, Éditions Safran, 2018, 173 p., ill. ; 24 cm (ISBN 978-2-87457-101-5).

### Ouvrages de Mathieu Minet
- Mathieu Minet (éditeur intellectuel), Louis Des Masures : Carmina : introduction, édition, traduction et notes par Mathieu Minet, Louvain-la-Neuve, Presses universitaires de Louvain, coll. « Anecdota lovaniensia nova » (no 2), 2017, 301 p., 24 cm (ISBN 978-2-87558-558-5, présentation en ligne).
- Mathieu Minet (éditeur intellectuel) et Grégory Ems (éditeur intellectuel), Les arts poétiques du XIIIe au XVIIe siècle : tensions et dialogue entre théorie et pratique : introduction, édition, traduction et notes par Mathieu Minet, Turnhout, Brepols, coll. « Latinitates : culture et littérature latines à travers les siècles » (no 10), 2017, 338 p., 24 cm (ISBN 978-2-503-52991-2, présentation en ligne).

### Autres écrits sous son nom
- L'Unité des chants de Damon et Alphésibée (Virgile, huitième Bucolique) : Première partie : L'épithalame de Damon et Alphésibée, 2007, in Les Études classiques[19]. 75, 4, p. 413-432.
- L'Unité des chants de Damon et Alphésibée (Virgile, huitième Bucolique) : Seconde partie : Le chant d'âge d'or de Damon et Alphésibée, 2010, in Les Études classiques. 78, 4, p. 351-370.
- Crudelis tu quoque, mater. Sur un passage problématique du chant de Damon (Virgile, huitième Bucolique, v. 47-50), 2011, in Res Antiquae. 8, p. 231-234.
- (en) Magic as a Poetic Process: Vergil and the Carmina, 2013, Poetic Language and Religion in Greece and Rome. Cambridge Scholars Publishing.
- Marcel Pagnol à fleur de Bucoliques, 2016, in Les Études Classiques. 84, p. 363-374.
- La Grande Aventure de la philologie vue par Érasme, 2017, Tite-Live, une histoire de livres – 2000 ans après la mort du Prince des historiens latins. Presses universitaires de Namur, p. 54 56 p.,Catalogue de l’exposition organisée à la Bibliothèque universitaire Moretus Plantin, 11 septembre - 27 octobre 2017.
- Introduction à la Borboniade de Louis des Masures, épopée d’un genre nouveau, 2020, in Les Études classiques. 88, 1-4, p. p. 201-226.
- Les Emblemata d'Andrea Alciato (Antverpiae, Ex officina Christophori Plantini, 1577), 2021, Christophe Plantin. Un homme de caractère(s), BUMP, 6 septembre - 3 décembre 2021.
- Mathieu Minet et Ruth Stawarz-Luginbuehl, « Le Poltrotus de Pierre de Mondoré », Cahiers de recherches médiévales et humanistes, Paris, Éditions Classiques Garnier, vol. 45,‎ 9 août 2023, p. 207-222 (ISSN 2115-6360, lire en ligne , consulté le 8 janvier 2025).
- Mathieu Minet, « La geste de Jean Poltrot de Méré par Louis Des Masures (Borbonias, VIII)[19] », Cahiers de recherches médiévales et humanistes, Paris, Éditions Classiques Garnier, vol. 45-1,‎ 2023, p. 223-237 (ISSN 2115-6360, lire en ligne , consulté le 8 janvier 2025).

#### Livres
: document utilisé comme source pour la rédaction de cet article.
- Philippe Mellot, Michel Denni, Laurent Turpin et Isabelle Morzadec, Trésors de la bande dessinée : BDM 2025-2026 - Catalogue encyclopédique et Argus, Paris, Les Arènes, novembre 2024, 24e éd., 1839 p., ill. ; 23 cm (ISBN 979-10-37512-61-1, OCLC 1478218824, présentation en ligne), p. 354, 1093. .